# アレクセイ・キリチェンコ
アレクセイ・イラリオノヴィチ・キリチェンコ（ロシア語名: Алексе́й Илларио́нович Кириче́нко、1908年2月12日-1975年12月28日）は、ソビエト連邦の政治家。ニキータ・フルシチョフ政権下の1957年から1960年までの間、ソ連共産党中央委員会第二書記を務めた。

## 生涯
キリチェンコは、1908年2月12日、ロシア帝国ウクライナの工場労働者の家に生まれた。11歳から畑で働き、それから鉄道で働くことによって生活のための収入を得始めた。機械学校を卒業した後、彼はソフホーズのエンジニアとしてカザフスタンで働く。その後、ウクライナに戻り、大学の学位（1936年）を取得し、農業工学を教えた。
1930年以来の共産党員。主としてウクライナの党機構畑で活動し、1953年ウクライナ共産党第一書記、1955年ソ連共産党幹部会員、1957年書記局員となる。このような昇進にもかかわらず、1960年1月ロシア共和国のロストフ州第一書記に格下げされ、5月党幹部会解任、6月州第一書記を解任され、完全に失脚。
1975年12月28日に死去。67歳没。遺体はモスクワのノヴォデヴィチ墓地に埋葬された。